# Líbano de Tilarán
Líbano es un distrito del cantón de Tilarán, en la provincia de Guanacaste, de Costa Rica.

## Geografía
Líbano cuenta con un área de 72,13 km² y una altitud media de 280 m s. n. m.

## Demografía
Para el año 2022, Líbano cuenta con una población estimada de 940 habitantes, y para el último censo efectuado, en 2011, Líbano contaba con una población de 865 habitantes.

## Localidades
- Poblados: Alto Cartago, Maravilla, San José, Solania.

## Transporte

### Carreteras
Al distrito lo atraviesan las siguientes rutas nacionales de carretera:
- Ruta nacional 925